# Ring de Ringerike
Ring, según la saga Friðþjófs saga hins frœkna,  fue un rey de Ringerike hacia el siglo VIII, pertenecía a la dinastía noruega Dagling, y ya anciano casó con Ingeborg que fue forzada al matrimonio por sus hermanos Helgi y Halfdan, los tres hijos del difunto rey Beli de Sogn que no deseaban verla casada con el héroe Frithjof (Friðþjófr) por celos de sus cualidades.
Después de tres años de incursiones y campañas como vikingo, Frithjof visitó al rey Ring y pasó el invierno en Ringerike. Ring le nombró jarl y, a su muerte, heredó el trono de Ringerike y pudo casarse con Ingeborg.
Helgi el Temerario fue el bis-bisnieto del rey Ring.

## Era de Vendel
Hubo un rey legendario de Ringerike hacia el siglo V llamado Ring Raumsson (n. 406), hijo de Raum el Viejo. Ring sería el padre de Halfdan el Viejo.